# Florita (revista)
Florita va ser una revista juvenil femenina publicada a Espanya a partir de 1949 per Edicions Cliper i Hispano Americana de Ediciones, successivament, i que també es va exportar a Llatinoamèrica. Va tenir dues èpoques diferenciades: 

## Primera època: 1949
Animat per l'èxit de la revista de còmic d'aventures "El Coyote" (1947), Germán Plaza va començar a provar amb altres gèneres: L'humor amb la revista "Nicolas" (1948) i la còmic romàntic per a noies amb "Florita" (1949).
Amb un format de 26 x 18 cm. i impressió de gran qualitat, incloïa seccions didàctiques i historietes de còmic. Entre les primeres, Terenci Moix esmenta les següents:
| Nom                                  | Tema                         |
| ------------------------------------ | ---------------------------- |
| Pequeños defectos que debes corregir | Civisme                      |
| Creaciones de Florita                | Vestits                      |
| Decoración                           |                              |
| Vidas ejemplares                     | Biografies de dones cèlebres |
| Golosinas de Florita                 | Cuina                        |
| Florita aconseja                     |                              |
| Detallitos                           |                              |
| Balbuceos                            | Fotografies de nadons        |

Cal esmentar les següents historietes:
| Data      | Número | Títol                        | Autoria                                            | Comentari                         |
| --------- | ------ | ---------------------------- | -------------------------------------------------- | --------------------------------- |
| 1949      | 1      | Florita                      | Vicente Roso Ripoll G. (1957) Pérez Fajardo (1958) |                                   |
|           |        | Belinda                      | Steve Dowling                                      | Tira de premsa britànica          |
| 1949      | 1      | Juanito, Panchita y Dña Cata | Francisco Darnís                                   |                                   |
| 1949      | 1      | Mopsy                        | Gladys Parker                                      | Tira de premsa estatunidenca      |
| 1949      | 1      | Lalita                       | Pili Blasco                                        |                                   |
| 1953      |        | Luisa                        | Carme Barbará                                      |                                   |
| 1954-1958 |        | Jane                         | Jordi Buxadé                                       |                                   |
|           |        | Marcela                      | Jesús Blasco                                       |                                   |
|           |        | Lizy                         |                                                    |                                   |
|           |        | Pilili                       | Salvador Mestres                                   |                                   |
|           |        | Maritina                     | Ripoll G.                                          |                                   |
|           |        | Rita ya lo sabía             | Ripoll G.                                          |                                   |
|           |        | Rosy                         | Julio Ribera                                       |                                   |
|           |        | Mary Angeles es así          | Sabatés                                            |                                   |
|           |        | Dalia y Dora                 | Dick Brooks                                        |                                   |
| 1955      |        | Eva y Julieta Jones          | Stan Drake                                         | Tira de premsa estatunidenca      |
| 1955      |        | Mary-Paz                     | Gin                                                | Nova                              |
| 1955      |        | Susi                         | Gin                                                | Nova                              |
| 1957      |        | Lili Hotesse de l'Air        | Christian Mathelot                                 | Imita a Lilian, azafata del aire. |

Es va convertir en el còmic femení de major popularitat de principis dels anys cinquanta aconseguint tirades de 100.000 exemplars
El 1952 va obtenir l'autorització de la Direcció General de Premsa per a la seva publicació periòdica, al costat de molts altres còmics, gràcies al nou marc jurídic. Amb això, va augmentar en gran manera la competència, sobrevivint només aquells que millor satisfeien les aspiracions i necessitats dels seus lectors.
Florita va aconseguir arribar als 490 números en la seva primera època.

## Segona època: 1958
La capçalera va ser adquirida en 1958 per Hispano Americana, la qual va editar-ne uns altres 100 números (els que van del 491 al 590).
| Data | Número | Títol            | Autoria       | Comentari |
| ---- | ------ | ---------------- | ------------- | --------- |
| 1958 |        | Yo te contaré... | Carme Barbarà |           |

## Valoració i importància
"Florita" estava animada per l'esperit de la nova classe mitjana espanyola, que aspirava a progressar econòmica i socialment. També representava el pas des del còmic de fades als nous còmic romàntics.
Amb tot això, se separava dels valors de l'autarquia que podien representar quaderns com a Azucena o Ardillita.
Donat el seu èxit, la pròpia editorial Cliper va llançar "Lupita" i Editorial Valenciana, "Mariló". També Consuelo Gil es va veure obligada a substituir Mis Chicas per Chicas, dirigida a lectores de més edat.